# Келин, Алоис
Алоис Келин (нем. Alois Kälin; род. 13 апреля 1939 года, Айнзидельн) — швейцарский лыжник и двоеборец, призёр Олимпийских игр и чемпионата мира. Брат известного горнолыжника Штефана Келина.
На Олимпиаде-1964 в Инсбруке показал следующие результаты, в двоеборье - 12-е место, в лыжных гонках, 50 км - 20-е место, эстафета - 9-е место.
На Олимпиаде-1968 в Гренобле завоевал серебро в двоеборье, а в лыжных гонках, стал 23-м в гонке на 50 км и 5-м в эстафете.
На Олимпиаде-1972 в Саппоро выступал только в лыжных гонках, в которых завоевал бронзу в эстафете, а также был 17-м в гонке на 15 км и 7-м в гонке на 30 км.
На чемпионате мира-1966 в Осло, завоевал бронзовую медаль в двоеборье.